# Силвия Павлова
Силвия Павлова е български художник.

## Биография
През 1998 г. завършва Национална гимназия за приложни изкуства „Свети Лука“.
През 2006 г. завършва НБУ, специалност Театрално изкуство, професионална квалификация – сценограф, при проф. Зарко Узунов и доц. д-р Невена Кавалджиева.

## Творчество
Силвия Павлова е художник със собствен почерк. Излага свои свободни работи от 2000 г. Използва техниката колаж като съчетава маслени бои и текстил. През творческия си път минава през теченията попарт, сюрреализъм, реализъм и сецесион.
Има над двадесет самостоятелни изложби – живопис и рисувана коприна в България. Взема участие в национални и международни художествени конкурси. Участва в национални и международни пленери и симпозиуми. Участва в Пловдивски панаир „Импресия“, както и седем поредни години в "Нощ на музеите и галериите" – град Пловдив, в организираното от галерия „Възраждане“ творческо ателие. Нейни картини са притежание на колекционери от България, Германия, Италия, Холандия, Канада, САЩ. Участва в множество колективни изложби в страната и чужбина, сред които: Колективна изложба в Дни на Българската култура – Рим / Италия, галерия TOSHINA – Лайпциг / Германия, „Седмица на изкуствата“ в Москва / Русия. Награда – представяне на колективна изложба – Бергамо / Италия – 2009, изложба към художествения конкурс на фондация „Св. св. Кирил и Методий“ – Шипка 6, представя България на Международна Арт – Туризъм Изложби в Сува и Нади – Островите Фиджи, организирани от арт агенция TOKANI, изложби в галерии Viva art и Avatar – Виена / Австрия, 2010 г. – Международна колективна изложба / живопис/ в Real World Gallery – Лондон / Обединеното Кралство, изложба на тримата победители в международния художествен конкурс Light as Inspiration организиран от Sunflowers International Association for Art & Cultural Exchange в галерия Gallery of Rathaus Schöneberg Berlin. доц. Радослав Радев цитира нейното творчество в „Енциклопедия на българската еротика“ том 2.
През 2005 г. печели голямата награда на Втори Международен конкурс за млади стилисти и дизайнери „Изгряваща мода“ организиран от Национална Камара за Мода – България – част от Европейски Моден Съвет и Първа награда в раздел „Висша и авангардна мода“. През 2007 г. печели втора награда в раздел „живопис“ на националната инициатива „България – част от пъзела на Европа“ с картината „Начало“. През 2010 става победител в международния конкурс Light as Inspiration организиран от Sunflowers International Association for Art & Cultural Exchange – Германия.

## За творбите на Силвия Павлова
| „                                       | Сред младите софийски автори Силвия Павлова стои като скъпо екзотично цвете. Още с първите си изяви тя впечатляващо наложи своя строго характерен фигуратив. Една дълбинна еротика и поетика неуловимо, но сигурно плете невидима мрежа около зрителя и е невъзможно да останеш индиферентен пред феминисткия огнен копнеж на тези картини. В пищната джунгла на цветовете човек губи контрол над сдържаността и златната среда – и вакханалията на възможно най-силните и контрастни тонове създава мощно електрическо поле, активиращо неочаквани, бурни емоции у зрителя. В същото време природният усет и вкус на авторката подчинява и съчетава изключително умело и удачно експанзията на цветовете, за да възпроизведе естествената им хармония, възможна единствено в живата природа. Умелото вплитане на апликации в структурата на картините създава обтекаема обемност на фигуратива. Творчеството на младата авторка е подчинено на ярко емоционалната еклектика на няколко свята – Балканите, Ориента, Афроамериканската култура и въображението и фантазията ѝ сноват като неуморни пчели из тези територии, за да напълнят питите на картините с възможно най-уханния и прекрасен мед. Удивителен е този млад, изобразителен свят и дано Силвия Павлова остане вярна на таланта си, вярна на страстта и интуицията, които я правят нещо ново в изкуството на времето ни. | “ |
| Красимира Алексиева /изкуствовед, поет/ | |   |